# NGC 23
NGC 23 је спирална галаксија у сазвежђу Пегаз која се налази на NGC листи објеката дубоког неба.
Деклинација објекта је + 25° 55' 26" а ректасцензија 0h 9m 53,3s. Привидна величина (магнитуда) објекта NGC 23 износи 11,9 а фотографска магнитуда 12,8. Налази се на удаљености од 60,137 милиона парсека од Сунца. NGC 23 је још познат и под ознакама UGC 89, MCG 4-1-33, MK 545, IRAS 00073+2538, CGCG 477-62, CGCG 478-34, KUG 0007+256, PGC 698.